# Puente Danubio
El Puente Danubio o el Puente de la Amistad (en búlgaro: Дунав мост; en rumano: Podul Prieteniei Giurgiu-Ruse) es un puente de viga de acero sobre el río Danubio, que conecta el banco de Bulgaria, al sur con el banco rumano al norte y las ciudades de Ruse y Giurgiu, respectivamente.
Inaugurado el 20 de junio de 1954 y diseñado por los ingenieros soviéticos V. Andreev y N. Rudomazin (el diseño de la decoración fue hecho por el arquitecto búlgaro Georgi Ovcharov), el puente tiene 2.223,52 metros (7.295 pies) de largo y fue hasta junio de 2013 (cuando se inauguró el Puente de Vidin-Calafat) el único sobre el Danubio que compartían Bulgaria y Rumanía, mientras que el resto del tráfico entre éstas funcionaba con transbordadores y rutas terrestres.